# Juan Antonio Toledo
Juan Antonio Toledo (València, 1940 - 3 d'octubre de 1995) va ser un pintor valencià.

## Carrera
Cofundador en un primer moment del grup d'artistes Estampa Popular i, el 1964, al costat de Rafael Solbes i Manolo Valdés de l'Equip Crònica a València. Després dels dos anys va abandonar el grup en qüestionar-se a si mateix el paper del treball col·lectiu en l'obra de tot artista enfront de la iniciativa i realització individual.
Durant deu anys, va tornar a una intensa activitat. El seu esperit que manipulava les imatges per realitzar la crònica de la cultura de masses es mantingué present. Es considera que canvià el referent del Pop Art per una pintura més personal i reposada, abandonant les referències directes per plasmar a personatges anònims.
Tant l'Institut Valencià d'Art Modern i com el Museu Reina Sofia, tenen part de la seu obra.